# Neolepton profundorum
Neolepton profundorum is een tweekleppigensoort uit de familie van de Neoleptonidae. De wetenschappelijke naam van de soort is voor het eerst geldig gepubliceerd in 2000 door J. A. Allen.